# Hermya vittata
Hermya vittata är en tvåvingeart som beskrevs av Charles Howard Curran 1941. Hermya vittata ingår i släktet Hermya och familjen parasitflugor. Inga underarter finns listade i Catalogue of Life.